# 佛羅里達榧樹
佛羅里達榧樹（学名：Torreya taxifolia）为红豆杉科榧树属下的一个物种。

## 形態
佛羅里達榧樹是一種常綠喬木，高達15至20米的高度。針狀的葉子長2至3.5厘米。

## 分佈
佛羅里達州榧樹只分佈在美國佛羅里達州三個縣，以及佐治亞州南部。